# Biserica de lemn din Amărăști

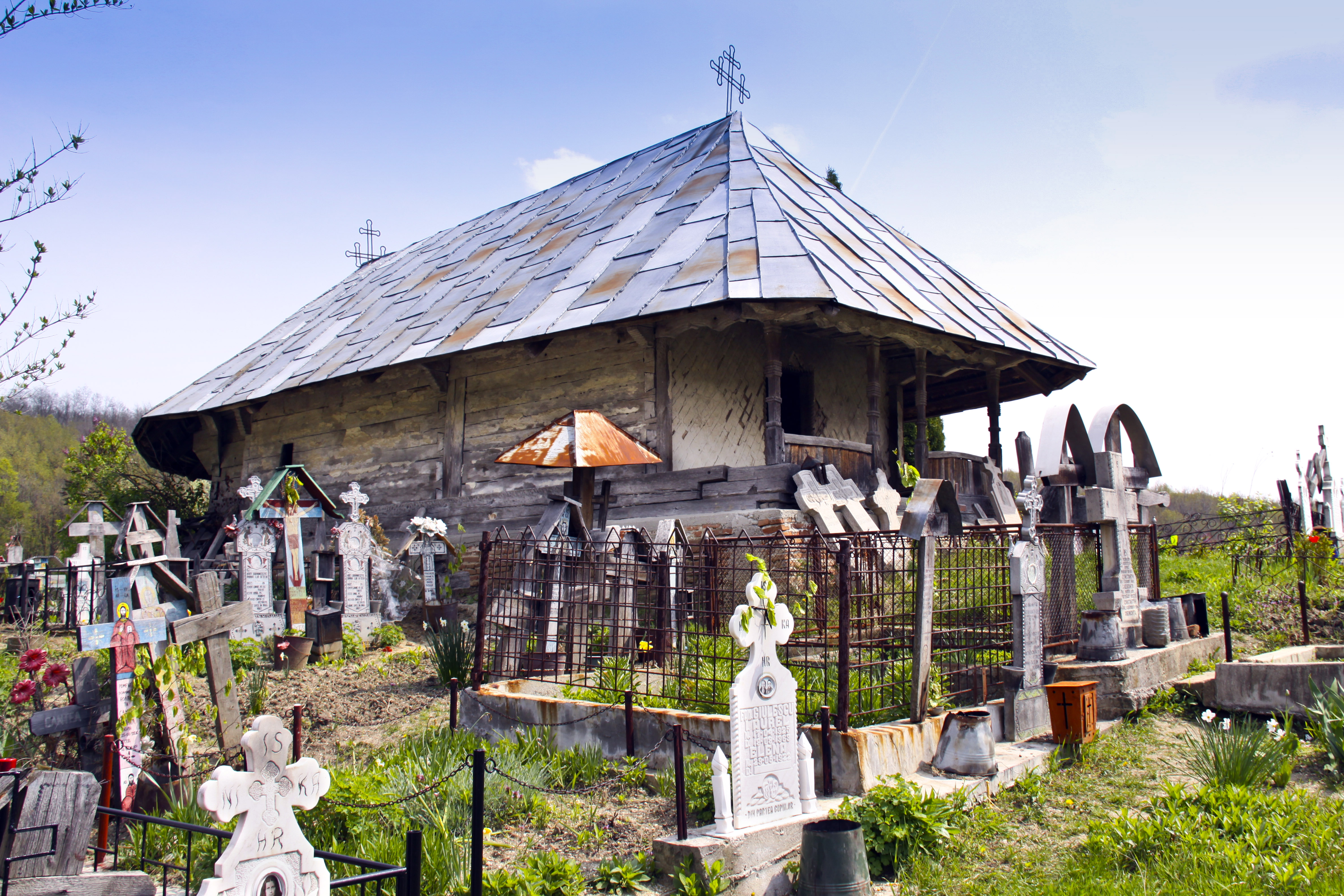
Biserica de lemn din Amărăşti, vedere din nord-vest, foto: 2010

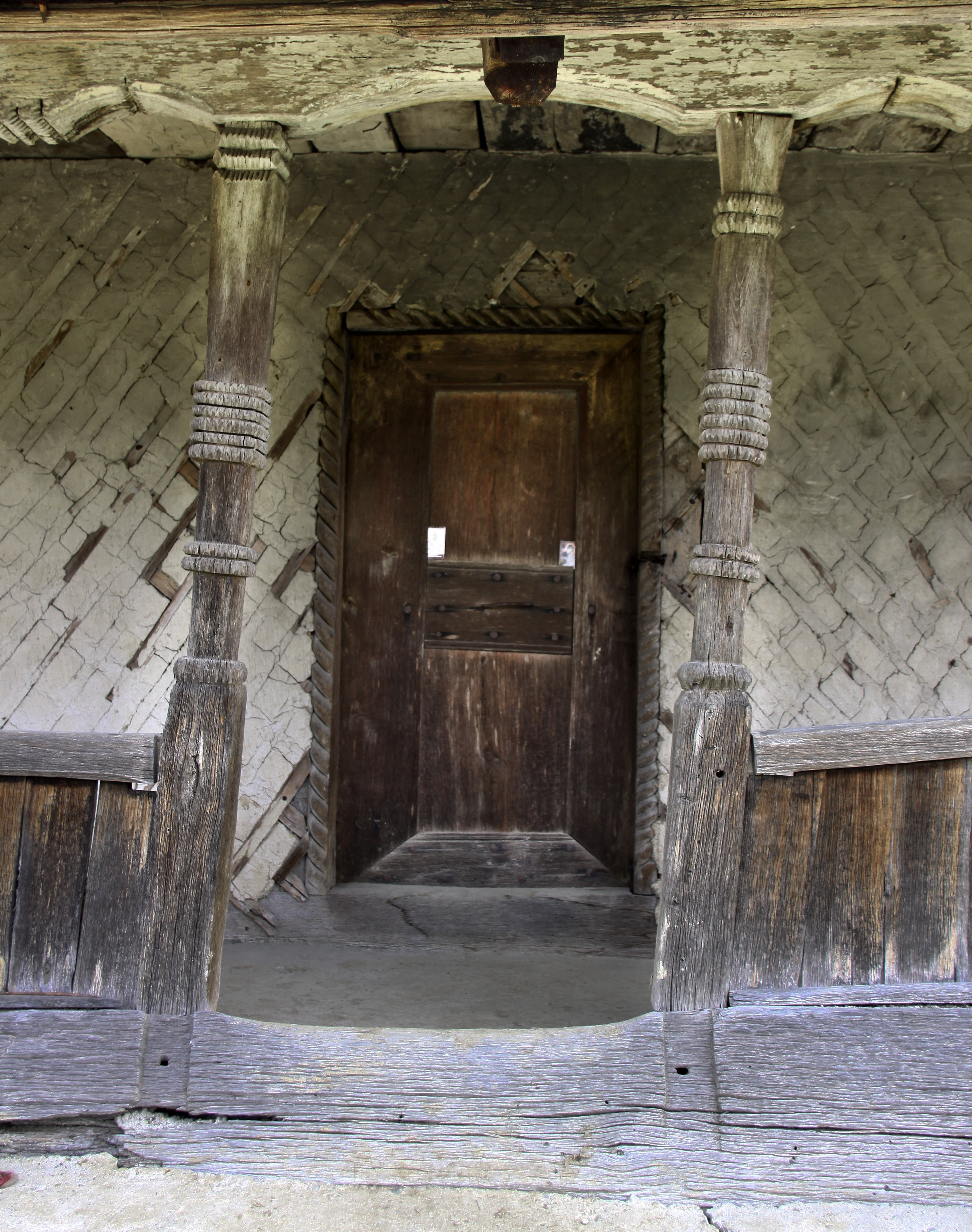
Intrarea în biserică prin pridvorul dinspre apus, foto: 2010

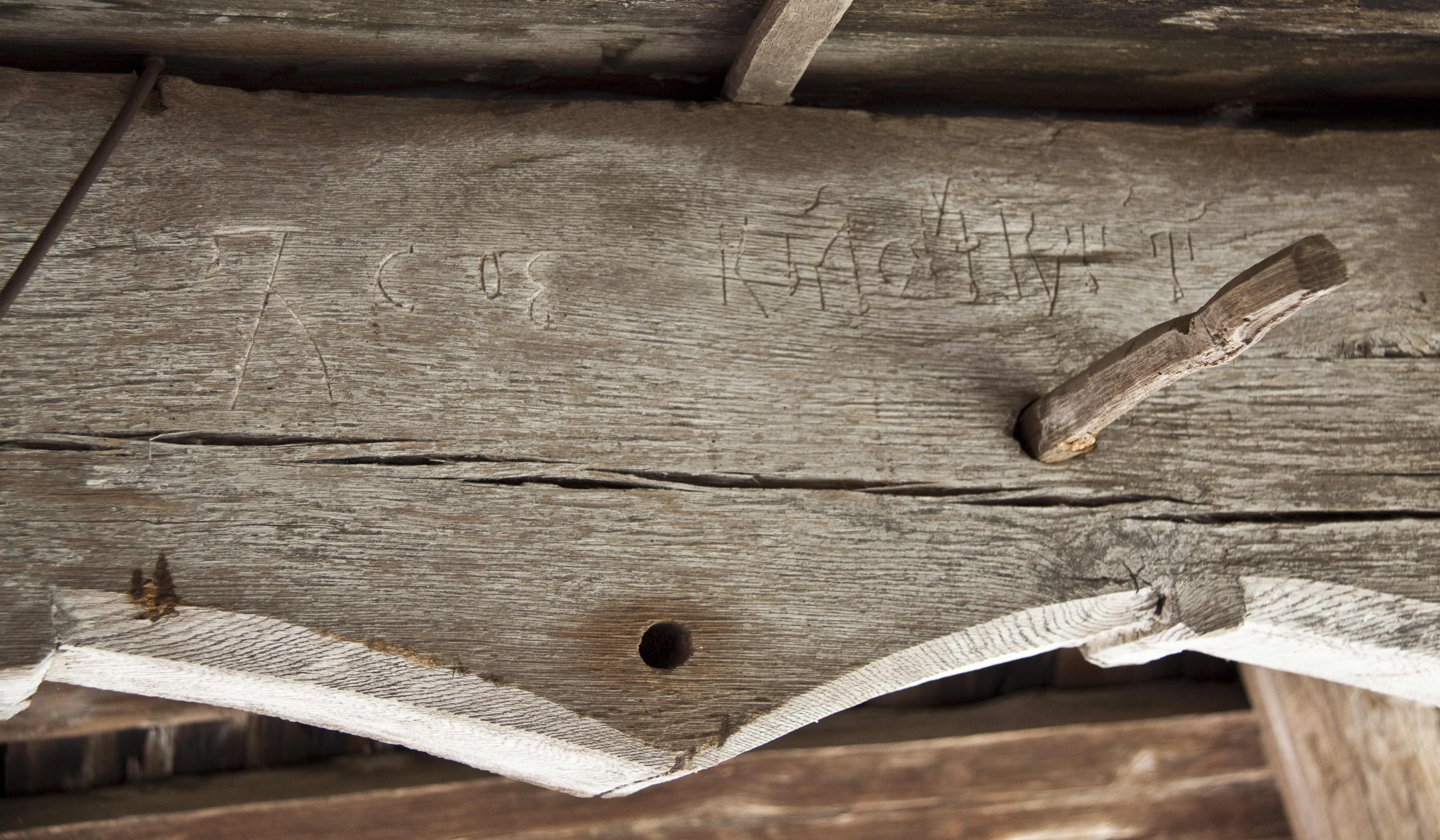
Inscripţia de datare de la 1766-67, foto: 2010

Biserica de lemn din Amărăști se află în cătunul Săliștea din localitatea Amărăști, județul Vâlcea. Biserica a fost ridicată între anii 1766-67 și poartă hramul „Sfântul Nicolae”. Se distinge prin inscripții, sculpturi decorative, fragmente de pictură murală interioară și o structură bine conservată, cu datare certă. Biserica este înscrisă pe noua listă a monumentelor istorice, cod LMI VL-II-m-B-09632.

## Istoric
Anul ridicării bisericii a fost însemnat pe o grindă din pridvor. Textul scurt, scris în slova veacului 18, într-o grafie chirilică caracteristică dulgherilor, afirmă: „Cănd sau făcut întâi leat 7275”. Anul construcției este redat în era bizantină, care corespunde anilor 1766-67 ai erei noastre. 
Un moment important din istoria bisericii a fost anul 1802, consemnat într-o pisanie astăzi greu de citit peste intrarea în naos: „Această biserică ce să prăznuiește hramul Sfântului Nicolae [la] 1802 s-au făcutu de Popa Oprea Amărăscu i diiaconu Ioan, brat ...”. În naos reîntâlnim o inscripție contemporană, cu următorul conținut: „unde să ci[n]stăște și să prăznuiaște hramu sf[â]ntului și era[r]ful[u]i Nicolae, bisearica Amărăștilor”. O inscripție pe bârna de sub pomelnic consemnează faptele ctitorilor celor noi, care au contribuit la înzestrarea cu odoare: „Și sau înplinit tote odoreale besearici [de] d[u]m[n]e[alor] robi lui D[u]mnez[e]u Oprea er[e]u, Ion er[e]u, Stanciu er[e]u, Fărtatu, Irimia, Vasalie, Matei, Preda, Costadin, Costadin, Radu, Ion, și alți omeni care sau milostivit, Mărin er[e]u, Stanca erița, Nedelco er[e]u, Mărin er[e]u, Dumitrașcu er[e]u, Pătru, Dumitru, Preda, Catrina, Ev[a], Măria, Desp[in]a, Nedela, Eva, Dumitrana, Mărica, Eva.”
În tindă, spre miazănoapte, se poate citi o altă inscripție în chirilice: „al doilea înoirea 7349 avg[u]st 16”. Prin plasare, în partea opusă celei dintâi, de la 1766-67, inscripția pare să marcheze o renovare semnificativă a bisericii în anul 1841. Despre rostul acestor lucrări aflăm mai multe date în inscripțiile din altar. La proscomidie, pe pictura murală încă păstrată, se poate citi o parte din ctitori: „Cu celi ce preote să pomenește aceste nume păcătosă, Costandin, Ioana, Ion, Stanca, Costandin, Ion, Ion ereu, Stanca ereița”. La pomelnicul de alături, de asemenea cuprins în pictura de pe perete, apar înscrise următoarele: „Pomelnicu tutulor tito[ri]lor [la] biserica Amărăști dupecum să ar[a]tă la vale, 1841: Oaste ereu, Bălașa ere[i]ța, Matei, Rada, Mărin, Ion, Radu, Ioana, Radu, Mărin, Drăgici, Costandin, ..., Sanda, Preda, Nedelcu, Stancu, Costandin, Nița, Ilie, Preda, Cătrina, Radu, ... Iona, Preda, ... Stancu, ... Măriia ... ereu ...”. Inscripția datează pictura murală interioară. Aceasta a fost, desigur, precedată de reparații la acoperiș și la pardoseală, apoi de cercuială și tencuială. Așa se explică inscripția din același an din pridvor. 

## Imagini exterioare

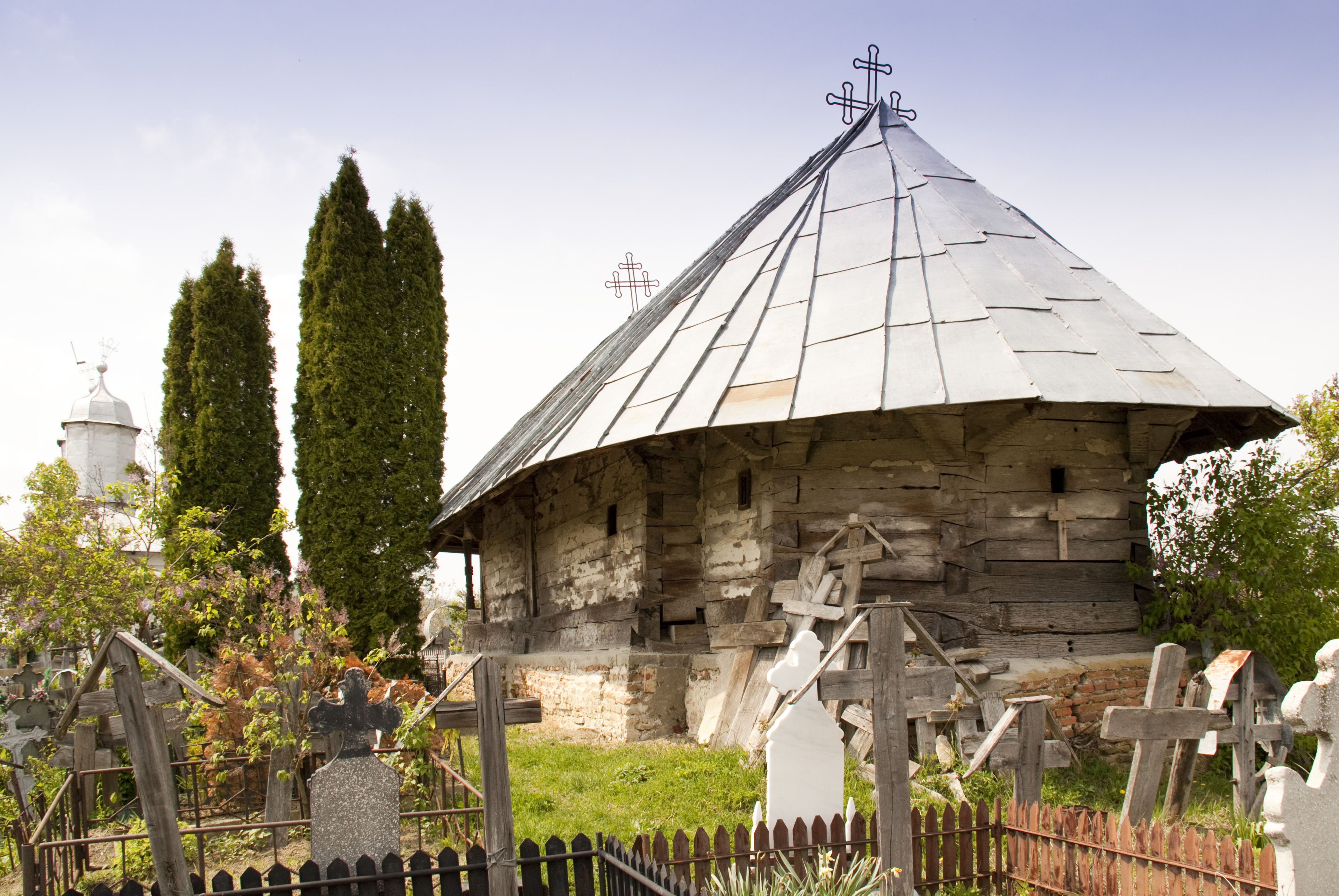
sud-est
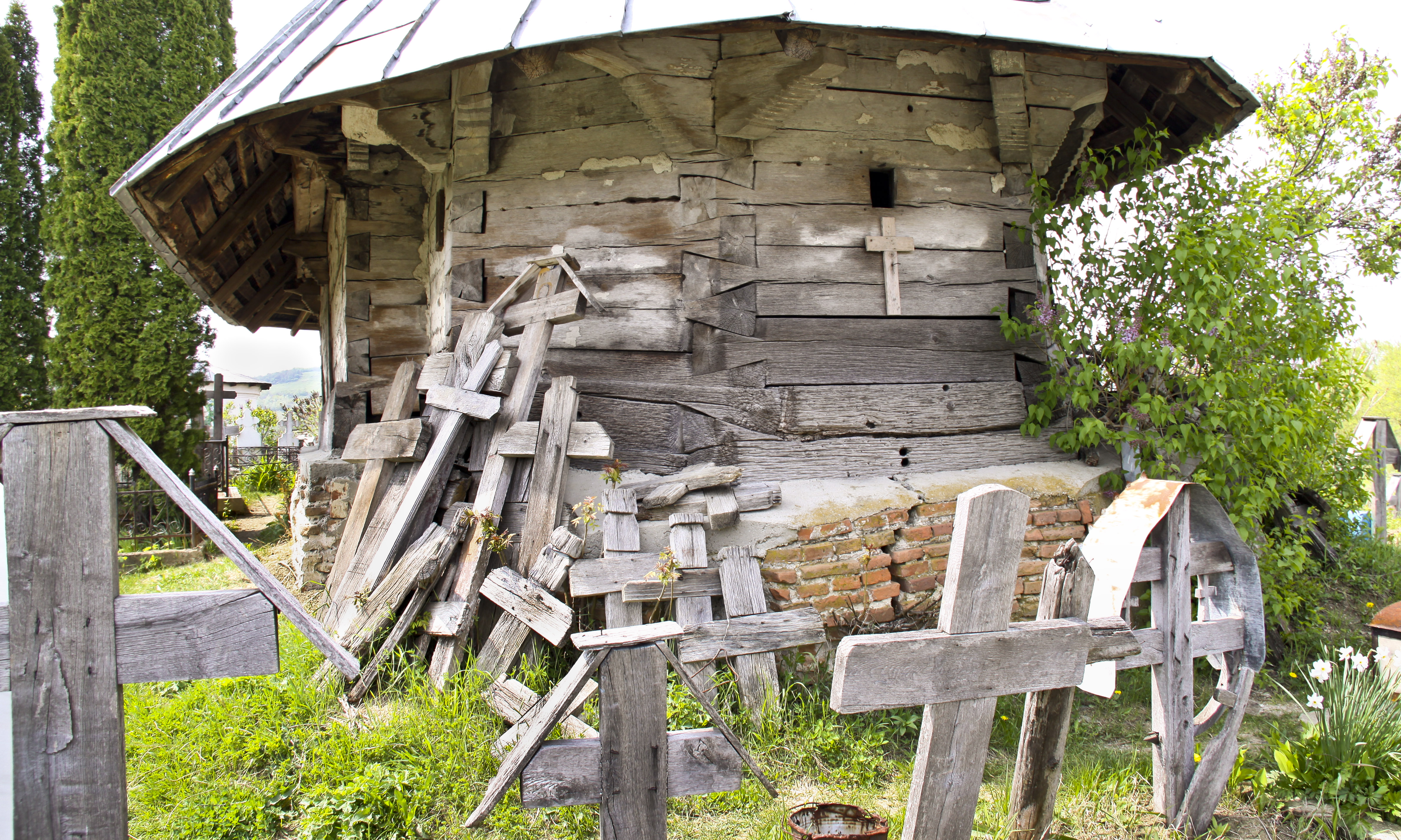
dosul altarului
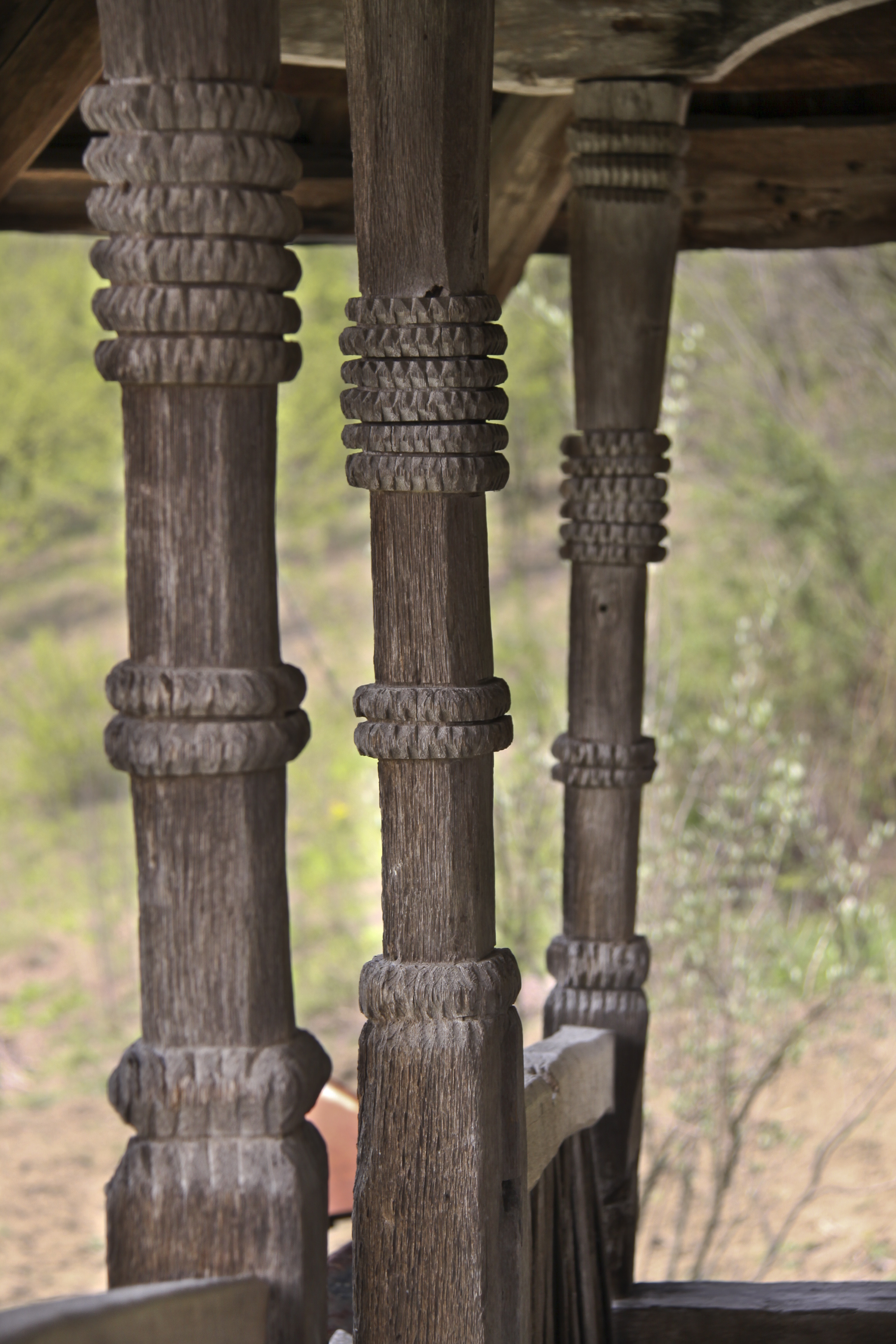
stâlpi la pridvor
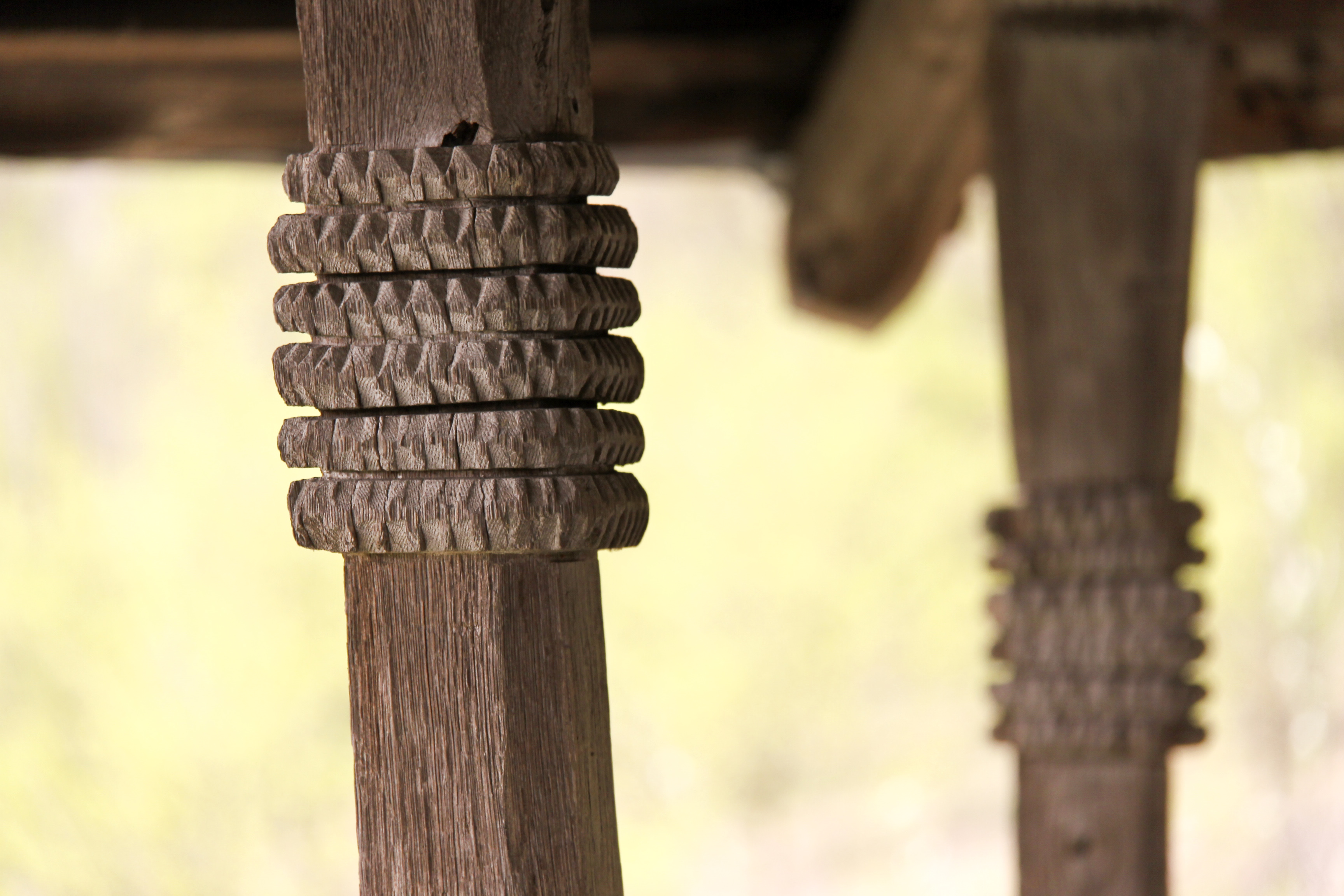
detaliu decorativ la stâlp
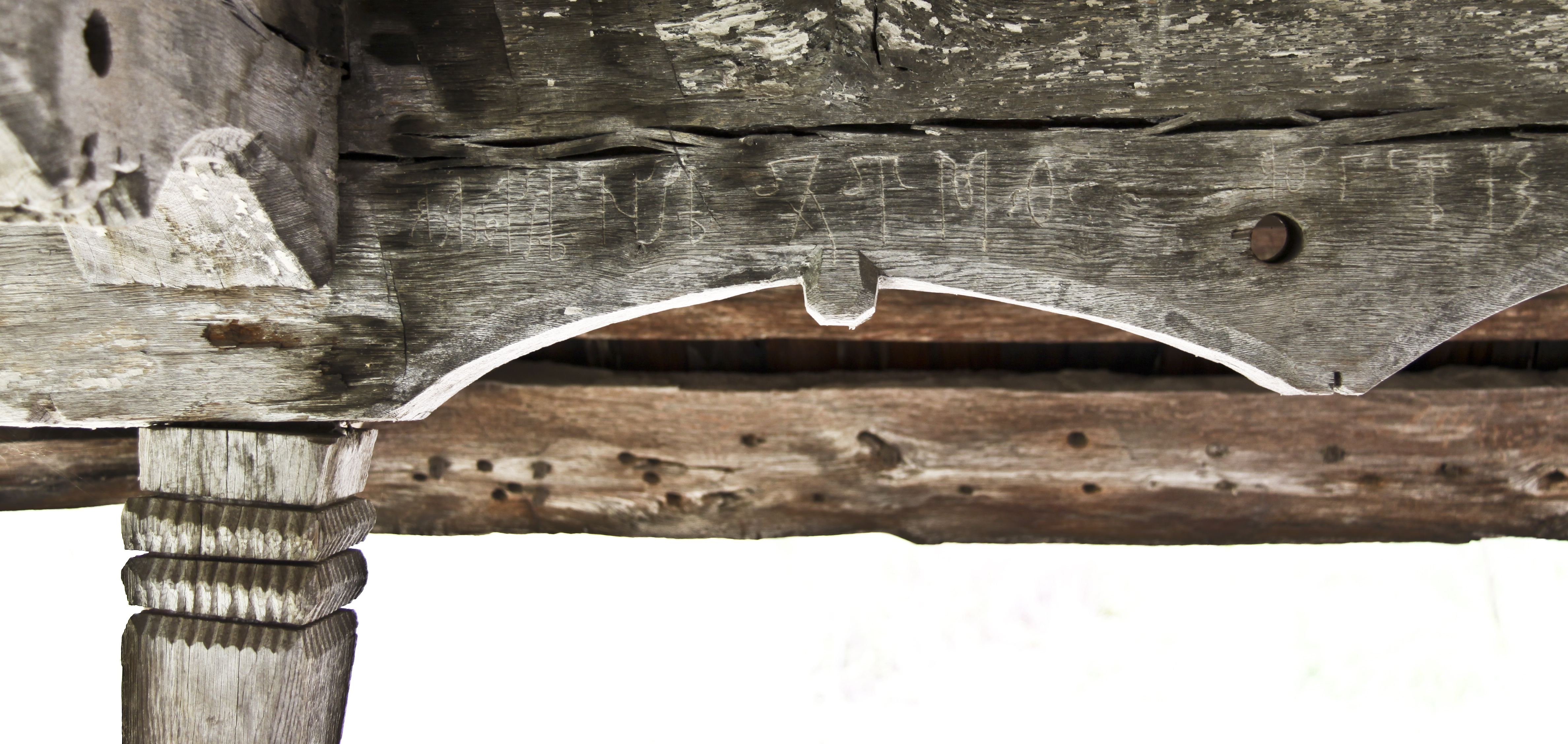
inscripție din 7349

## Imagini interioare

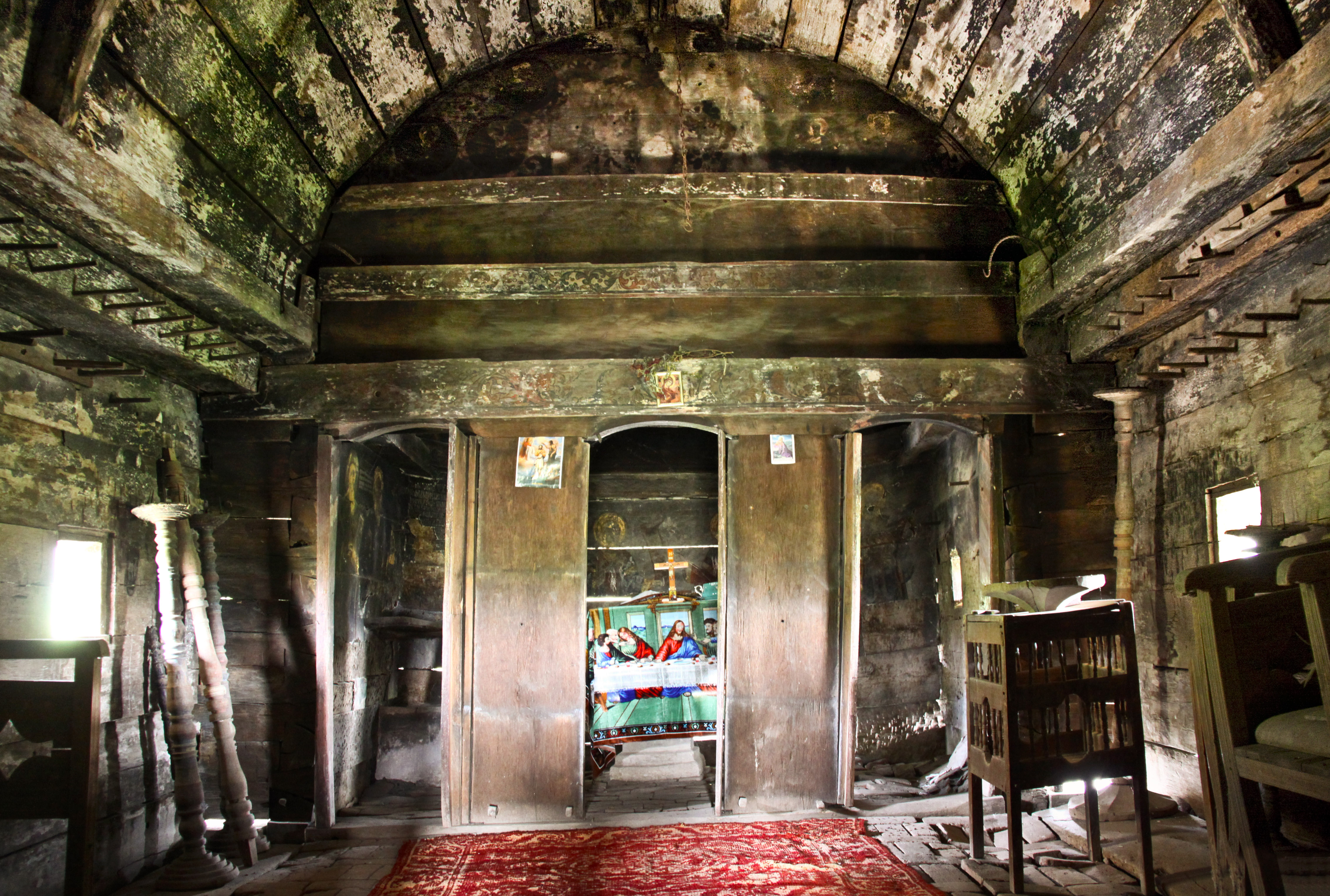
interior, naos
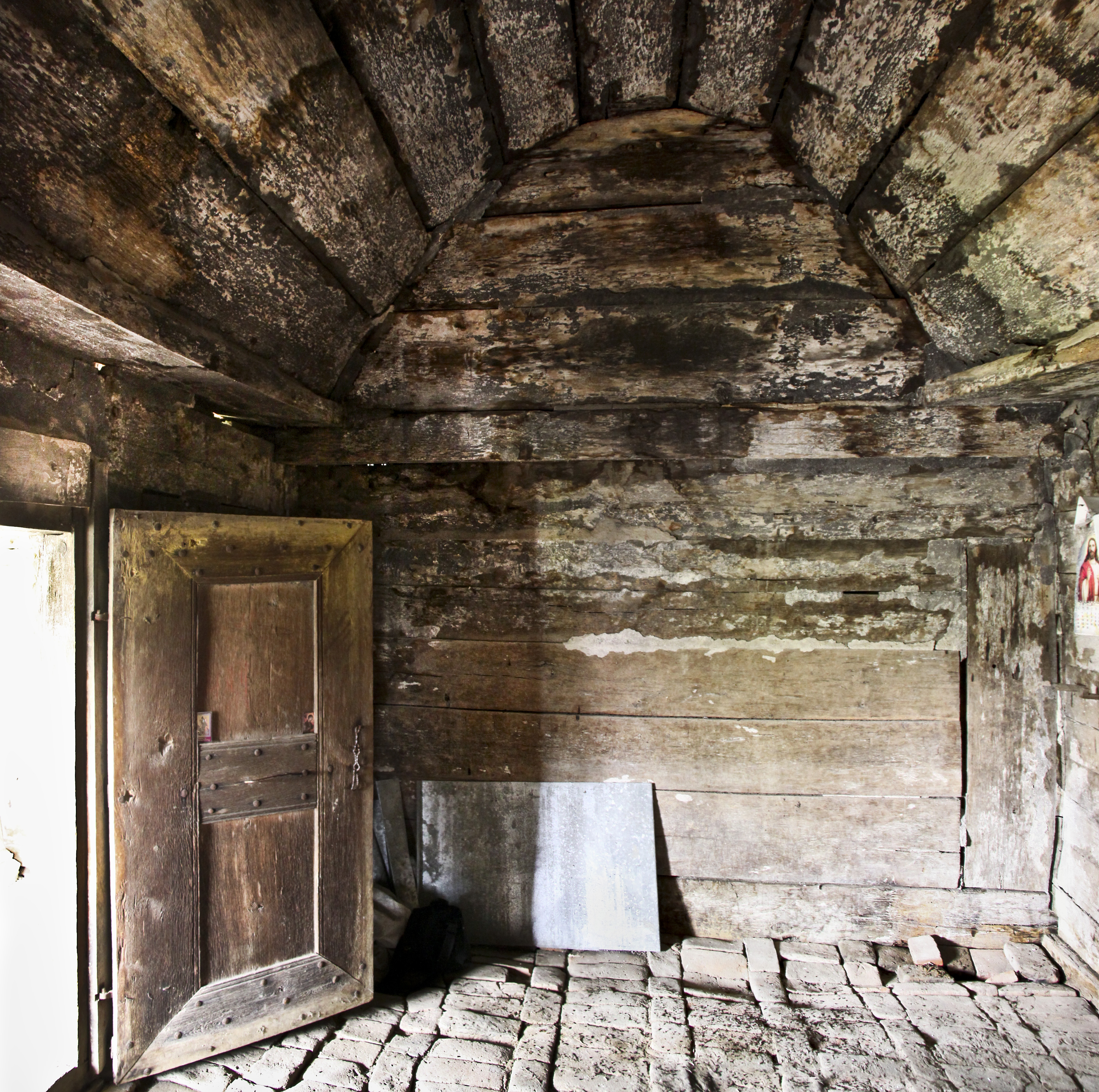
tindă
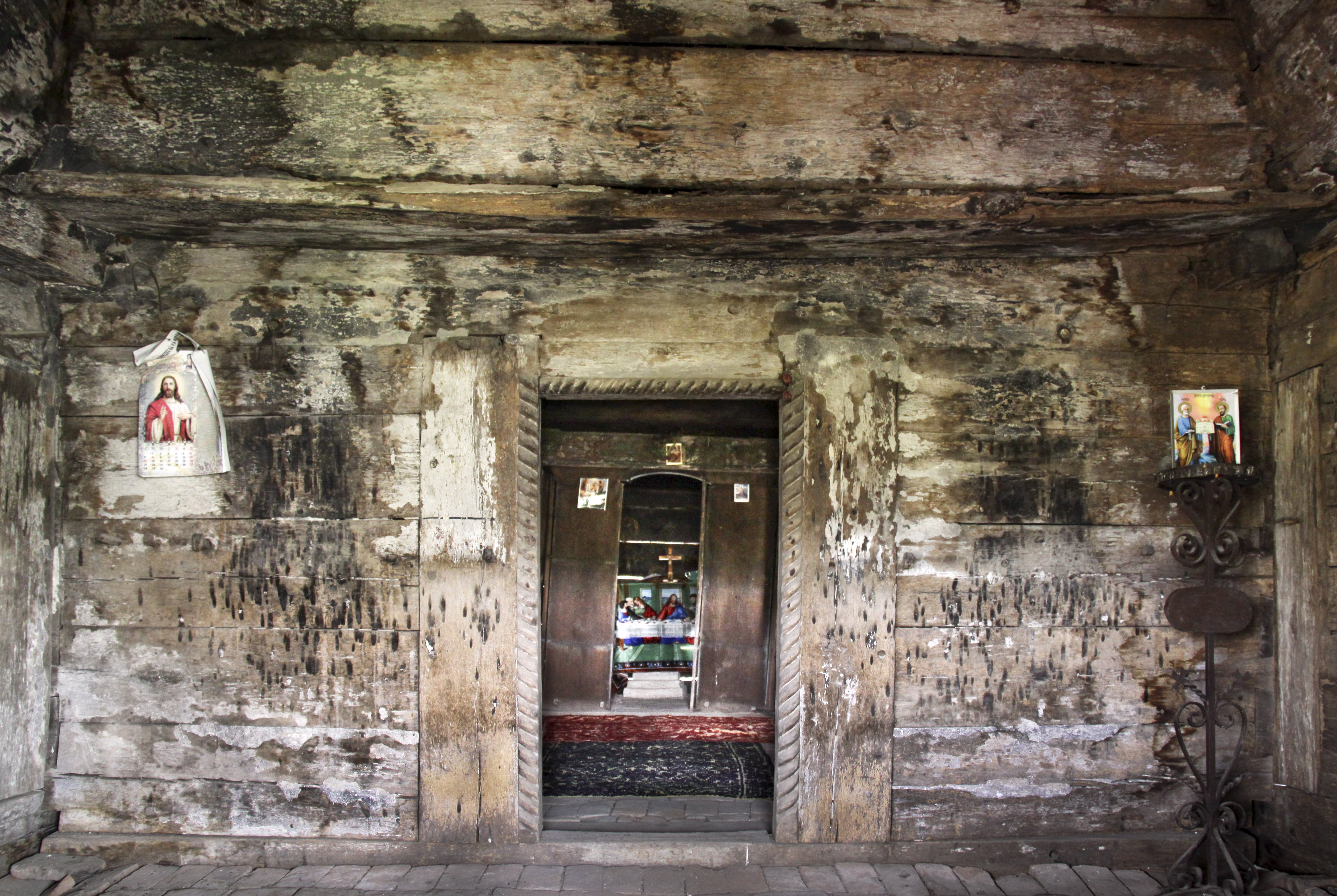
tindă
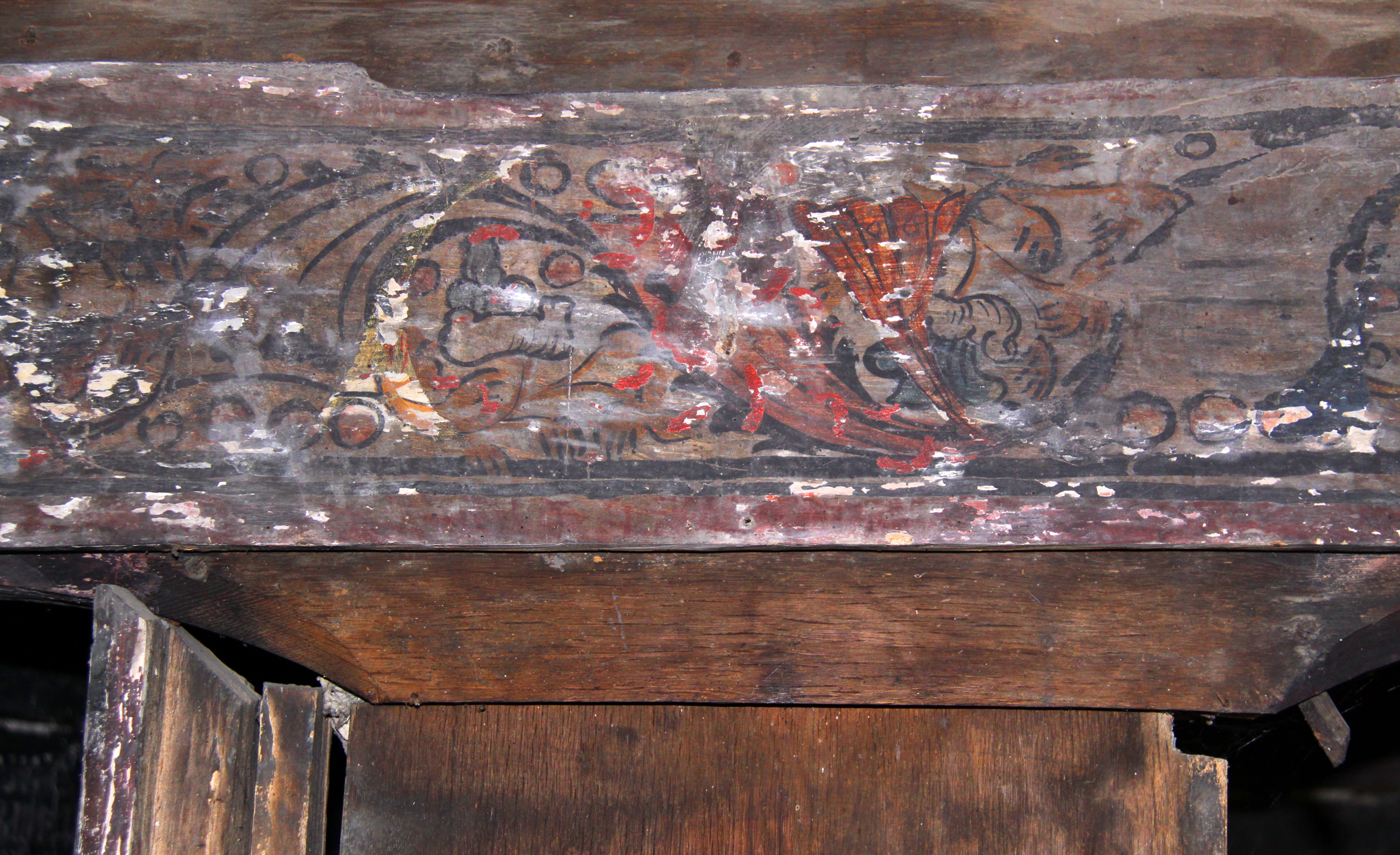
detaliu iconostas
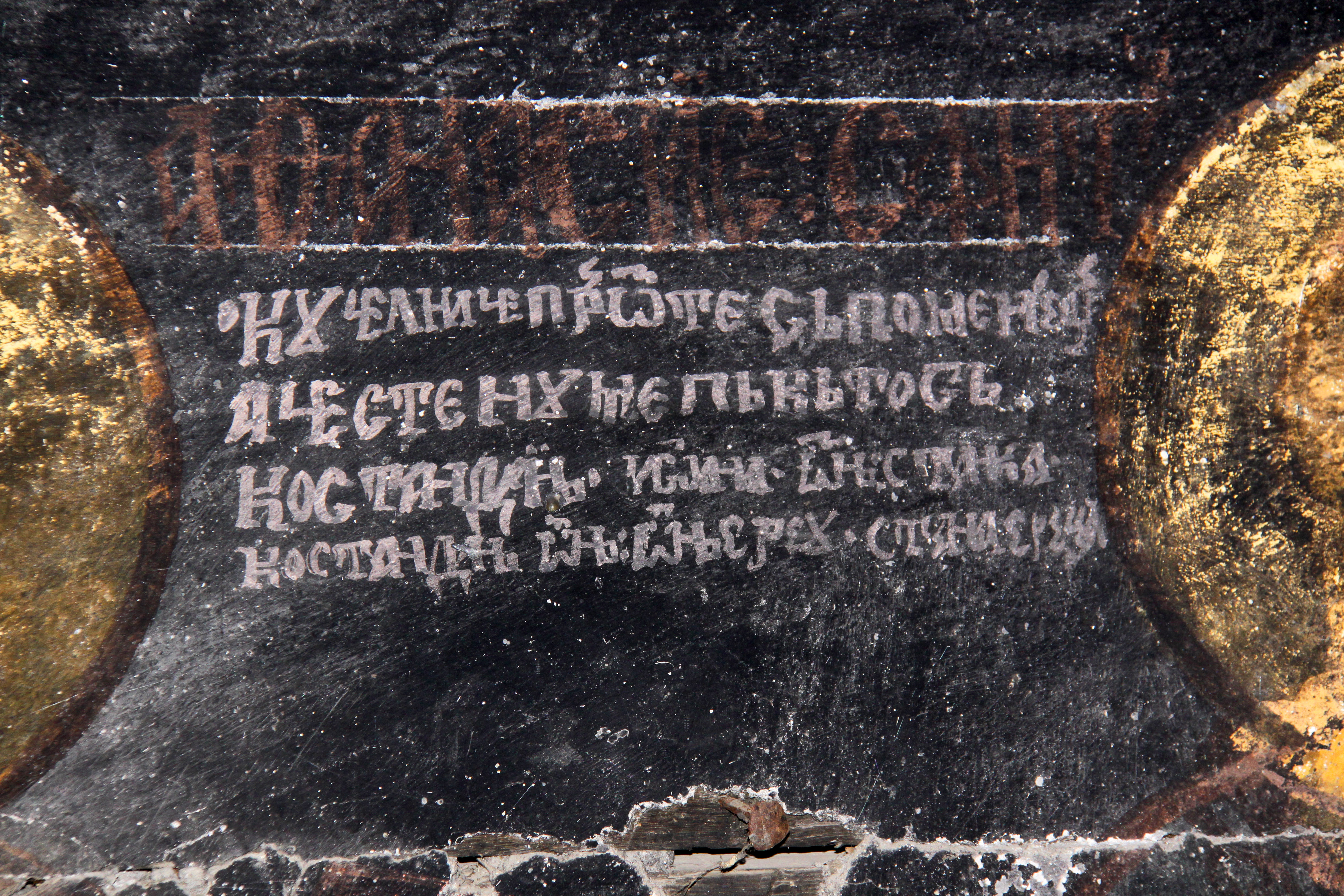
invocare
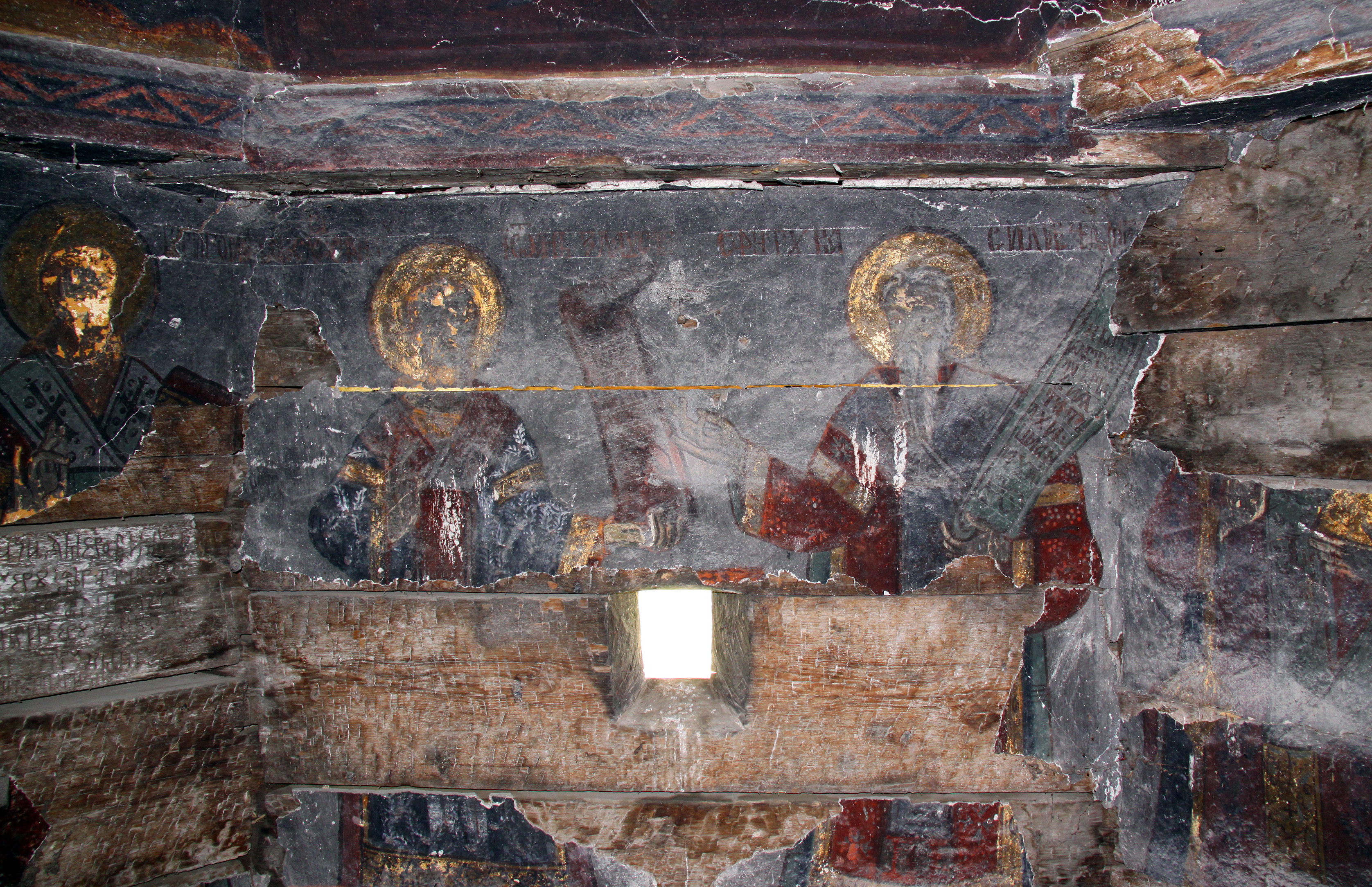
pictură murală
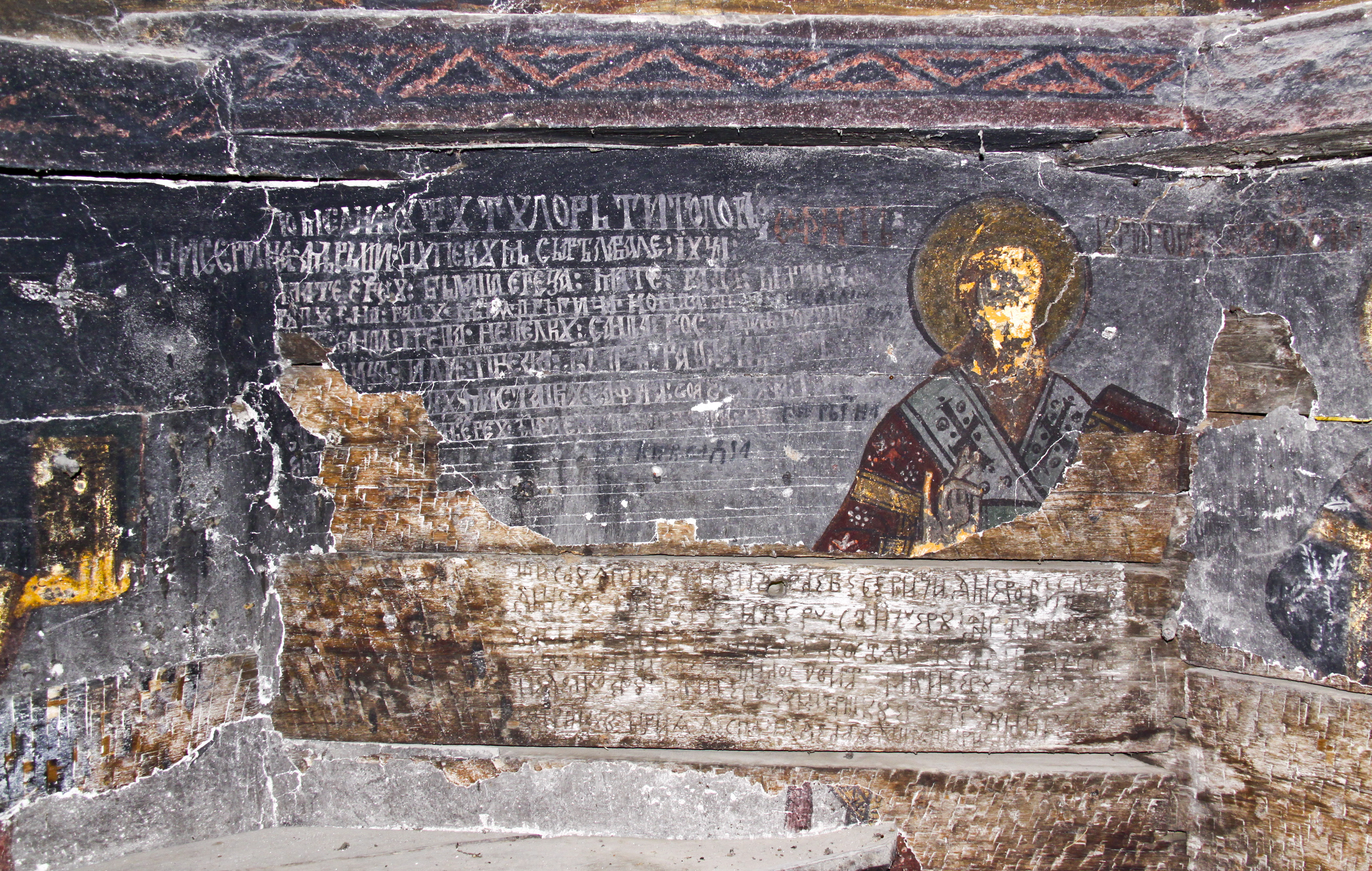
pomelnic